# 失歌症
失歌症又稱失乐症、旋律辨識障礙症，是一种無法準確把握音调、记忆和识别音乐的症狀。失歌症主要有两种类型：后天性失歌症（由于脑损伤而產生）和先天性失歌症（出生時就無法準確識別音樂）。研究表明，4%的人患有先天性失歌症。 